# Dora Boothby
Penelope Dora Harvey Boothby (Finchley, 2 agosto 1881 – Hammersmith, 22 febbraio 1970) è stata una tennista britannica.

## Biografia
Vinse il singolare femminile al Torneo di Wimbledon 1909 sconfiggendo Agnes Morton con il punteggio di 6-4, 4-6, 8-6. Negli anni successivi giunse due volte in finale sempre al Wimbledon, nel 1910 e 1911 entrambe le volte sconfitta da Dorothea Douglass Chambers, la prima volta con un doppio 6-2, 6-2 e la seconda con un sonoro doppio 6-0.
Vinse la medaglia d'argento nella gara femminile individuale (outdoor) ai Giochi della IV Olimpiade perdendo in finale contro Dorothea Chambers con 6-1 7-5.